# Slowakije
Slowakije of Slovakije (Slowaaks: Slovensko), officieel de Slowaakse Republiek of Slovaakse Republiek (Slowaaks: Slovenská Republika) is een land in Centraal-Europa. De hoofdstad en grootste stad van het land is Bratislava. In totaal telt Slowakije ongeveer 5,4 miljoen inwoners. 
Slowakije wordt begrensd wordt door Tsjechië in het noordwesten, Polen in het noorden, Oekraïne in het oosten, Hongarije in het zuiden en Oostenrijk in het westen. Slowakije vormde gedurende de twintigste eeuw één geheel met het taalkundig en cultureel nauw verwante Tsjechië onder de naam Tsjecho-Slowakije. De Slowaakse geschiedenis verschilt echter sterk van de Tsjechische. Het land behoorde eeuwenlang tot Hongarije en de emancipatie van het Slowaakse volk kreeg pas laat gestalte.
Na de val van de Sovjet-Unie, de Fluwelen Revolutie en de splitsing van Tsjecho-Slowakije verklaarde Slowakije zich op 1 januari 1993 onafhankelijk. Sindsdien maakte het een periode van forse, hoewel ongelijk verdeelde, economische groei mee en trad het toe tot de Verenigde Naties, de NAVO en de Europese Unie.

## Geschiedenis
Tot 1918 was Slowakije onderdeel van Oostenrijk-Hongarije en viel het onder het Hongaarse deel. Van 1918 tot 1939 was het een onderdeel van Tsjecho-Slowakije dat na de Eerste Wereldoorlog ontstond. In de periode 1939-1945 was het als Slowaakse Republiek formeel een zelfstandige staat, in de praktijk een satelliet van nazi-Duitsland. Van 1945 tot 1992 was het weer onderdeel van Tsjecho-Slowakije. Op 1 januari 1993 splitste Tsjecho-Slowakije zich in Tsjechië en Slowakije.
Sinds 1 mei 2004 is Slowakije een van de lidstaten van de Europese Unie, nadat de bevolking op 18 mei 2003 in een referendum voor toetreding stemde. Een maand eerder, op 29 maart 2004, trad Slowakije toe tot de NAVO. Op 21 december 2007 trad Slowakije toe tot de Schengenzone, wat vrij verkeer mogelijk maakt tussen Slowakije en zijn buurlanden, met uitzondering van Oekraïne.
Zie ook:
- Fluwelen Revolutie
- Praagse Lente

| |                                                      |                                                      |                                                                                  |                                                     |                                               |                                                               |                                                                |                                                        |
| | Tsjecho-Slowakije – Tsjechoslowakije (1918-1992)     |                                                      |                                                                                  |                                                     |                                               |                                                               |                                                                |                                                        |
| Oostenrijk-Hongarije (tot 1918) Bohemen, Moravië, delen van Silezië, noorden van Koninklijk Hongarije (Slowakije en Karpato-Roethenië) | Eerste Tsjecho-Slowaakse Republiek (ČSR) (1918-1938) | "Sudetenland" (1938-1945)                            | "Sudetenland" (1938-1945)                                                        | Derde Tsjecho-Slowaakse Republiek (ČSR) (1945-1948) | Tsjecho-Slowaakse Republiek (ČSR) (1948-1960) | Tsjecho-Slowaakse Socialistische Republiek (ČSSR) (1960-1990) | Tsjechische en Slowaakse Federale Republiek (ČSFR) (1990-1992) | Tsjechië (ČR) (sinds 1993) Slowakije (SR) (sinds 1993) |
| Oostenrijk-Hongarije (tot 1918) Bohemen, Moravië, delen van Silezië, noorden van Koninklijk Hongarije (Slowakije en Karpato-Roethenië) | Eerste Tsjecho-Slowaakse Republiek (ČSR) (1918-1938) | Tweede Tsjecho-Slowaakse Republiek (ČSR) (1938-1939) | Protectoraat Bohemen en Moravië (1939-1945) Slowaakse Republiek (SR) (1939-1945) | Derde Tsjecho-Slowaakse Republiek (ČSR) (1945-1948) | Tsjecho-Slowaakse Republiek (ČSR) (1948-1960) | Tsjecho-Slowaakse Socialistische Republiek (ČSSR) (1960-1990) | Tsjechische en Slowaakse Federale Republiek (ČSFR) (1990-1992) | Tsjechië (ČR) (sinds 1993) Slowakije (SR) (sinds 1993) |
| Oostenrijk-Hongarije (tot 1918) Bohemen, Moravië, delen van Silezië, noorden van Koninklijk Hongarije (Slowakije en Karpato-Roethenië) | Eerste Tsjecho-Slowaakse Republiek (ČSR) (1918-1938) | Karpato-Oekraïne (1938-1939)                         | Karpato-Roethenië bij Hongarije (1939-1945)                                      | deel van Oekraïense SSR (1945-1991)                 | deel van Oekraïense SSR (1945-1991)           | deel van Oekraïense SSR (1945-1991)                           | Oblast Transkarpatië Oekraïne (vanaf 1991)                     | Oblast Transkarpatië Oekraïne (vanaf 1991)             |
| |                                                      | Duitse bezetting / Tweede Wereldoorlog               | Duitse bezetting / Tweede Wereldoorlog                                           | Sovjetperiode / Volksrepubliek                      | Sovjetperiode / Volksrepubliek                | Sovjetperiode / Volksrepubliek                                |                                                                |                                                        |
| |                                                      |                                                      | Regering in ballingschap                                                         |                                                     |                                               |                                                               |                                                                |                                                        |
| |                                                      |                                                      |                                                                                  |                                                     |                                               |                                                               |                                                                |                                                        |

## Geografie

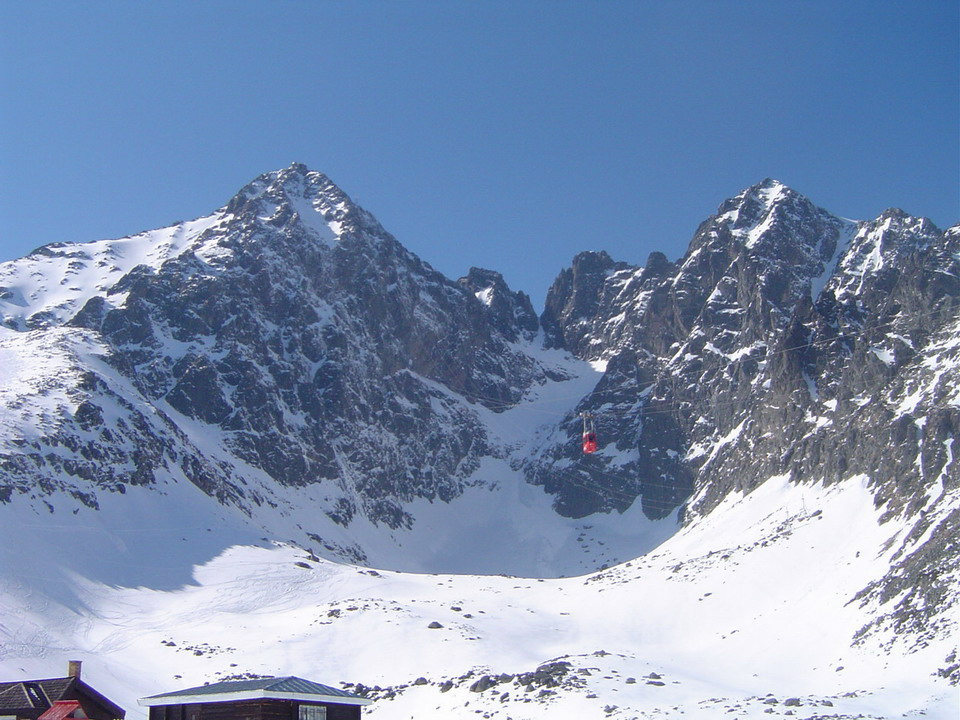
De Hoge Tatra

Slowakije bestaat voor het grootste gedeelte uit berggebieden, die allemaal deel uitmaken van de Beskiden en de Karpaten. Alleen het zuidwestelijke deel en in het uiterste zuidoosten zijn er laaggelegen gebieden, die tot de Pannonische vlakte behoren.
De berggebieden kunnen ruwweg in twee groepen verdeeld worden; die ten noorden van de vallei van de rivieren de Váh en de Hornád, en het gebied ten zuiden daarvan. Ten noorden ervan bevinden zich van west naar oost; de Kleine Karpaten (op de grens met Tsjechië), (deels) de Kleine Fatra, de Tatra (op de grens met Polen), die weer wordt onderverdeeld in de Westelijke, Hoge, en de Belianske Tatra. Ten zuiden van de vallei bevinden zich (deels) de Grote Fatra, Lage Tatra en het Slowaaks Ertsgebergte. In veel berggebieden bevinden zich veel populaire wintersportgebieden, vooral in de Hoge Tatra. In dit laatste gebergte bevindt zich ook de hoogste berg van Slowakije; de Gerlachovský štít (2.655 m) en de Kriváň, die voor Slowakije een belangrijke symbolische betekenis heeft.
De belangrijkste rivieren zijn de Donau, de Kleine Donau, de Váh, de Hron en de Hornád, alsmede de bronrivieren van de Bodrog in het zuidoosten.
Slowakije is een binnenstaat. De totale lengte van de landsgrenzen bedraagt 1.524 kilometer. Daarvan is 97 kilometer, de grens met Oekraïne, tevens de buitengrens van de Europese Unie. De overige landsgrenzen betreffen Oostenrijk (91 km), Tsjechië (215 km), Hongarije (677 km) en Polen (444 km). Door de Verdragen van Schengen is vrij verkeer mogelijk over alle landsgrenzen, met uitzondering van Oekraïne.

### Klimaat
Het klimaat heeft een sterk continentaal karakter met warme zomers en koude winters. In de bergen is het over het algemeen koeler. In januari is in Bratislava de gemiddelde temperatuur overdag -3 tot 2 °C en in juli 16 tot 34 °C.
De neerslag varieert sterk. In de beide Tatragebergtes komt neerslag tot 1800 mm voor, in Bratislava gemiddeld 611 mm. De zomermaanden zijn het natst. De droogste periode is van januari tot en met april met een gemiddelde van 39–43 mm regen.

### Steden

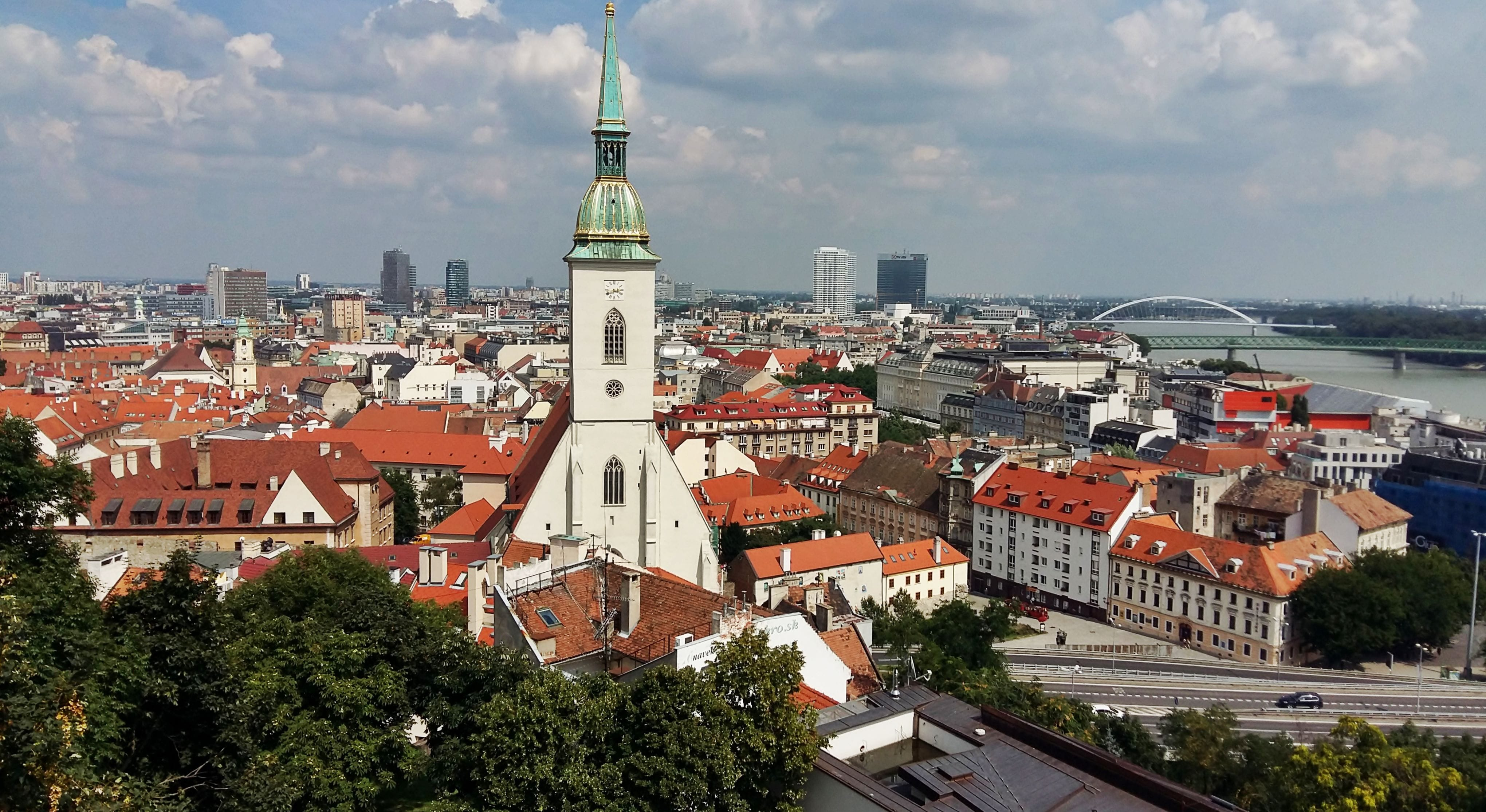
Bratislava is zowel de hoofdstad als grootste stad van Slowakije.

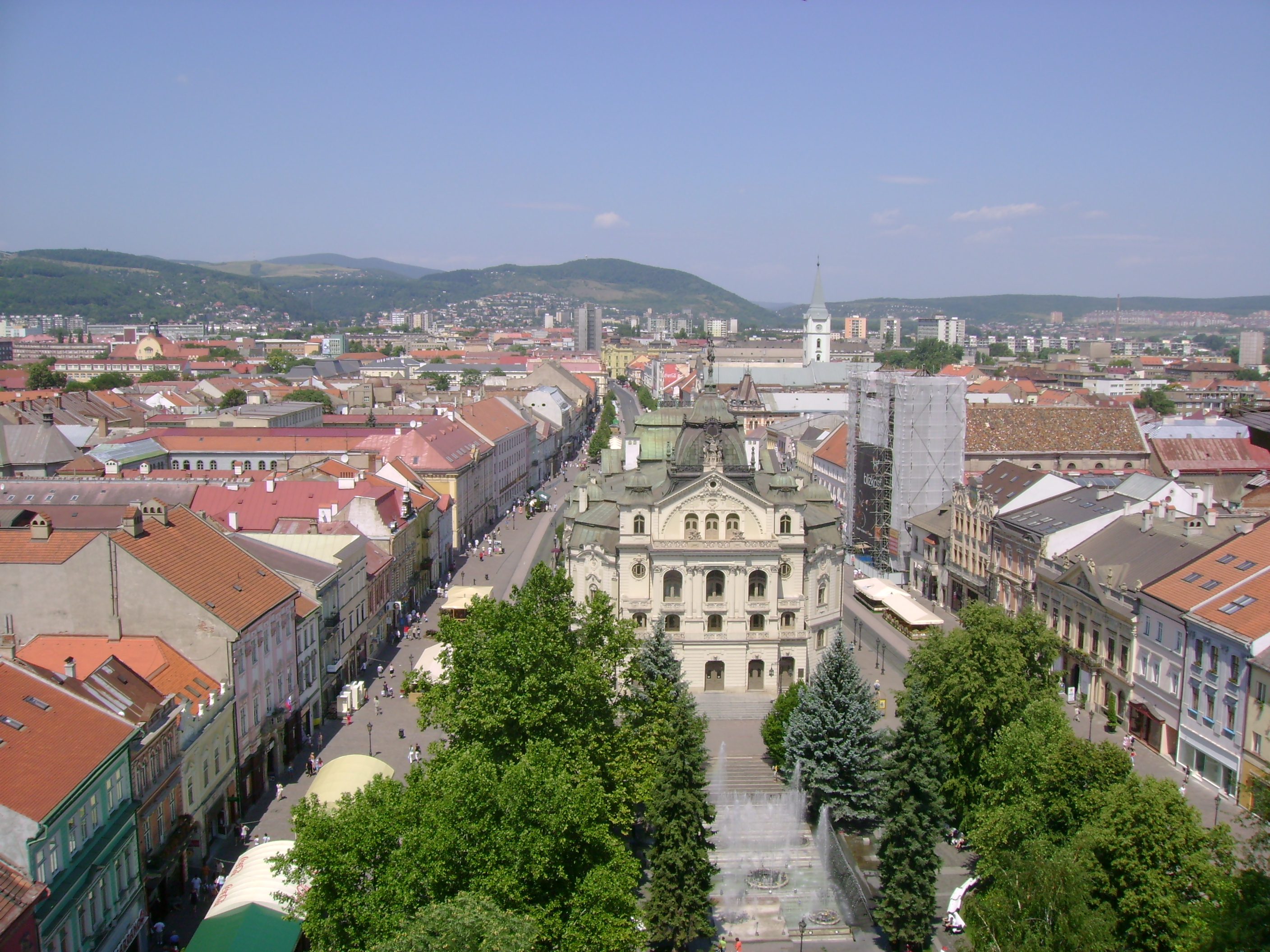
Košice, in het oosten van Slowakije, is de tweede stad naar inwonertal.

Bratislava is de hoofdstad en heeft 432.801 inwoners (31 oktober 2010).
De grootste steden zijn:
| Stad              | Kraj (regio)         | Inwoners (31-12-2004) |
| ----------------- | -------------------- | --------------------- |
| Banská Bystrica   | Banskobystrický kraj | 81.704                |
| Bratislava        | Bratislavský kraj    | 428.672               |
| Košice            | Košický kraj         | 235.006               |
| Martin            | Žilinský kraj        | 59.449                |
| Nitra             | Nitriansky kraj      | 85.742                |
| Nové Zámky        | Nitriansky kraj      | 41.469                |
| Poprad            | Prešovský kraj       | 55.404                |
| Považská Bystrica | Trenčiansky kraj     | 42.320                |
| Prešov            | Prešovský kraj       | 91.767                |
| Prievidza         | Trenčiansky kraj     | 51.596                |
| Trenčín           | Trenčiansky kraj     | 56.850                |
| Trnava            | Trnavský kraj        | 69.140                |
| Žilina            | Žilinský kraj        | 85.268                |
| Zvolen            | Banskobystrický kraj | 43.272                |

## Demografie

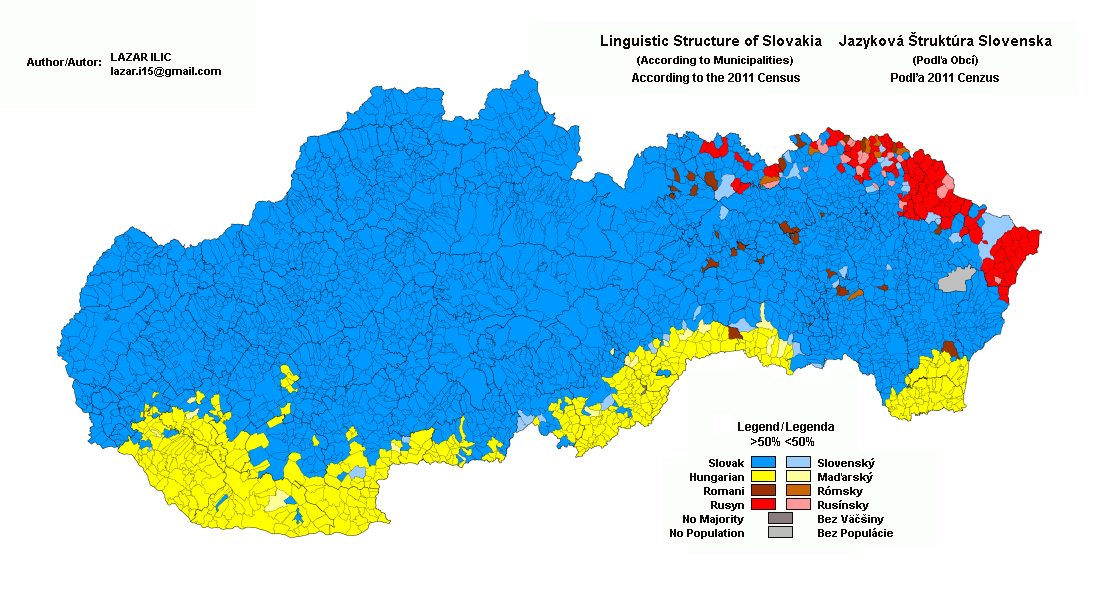
Taalsituatie in Slowakije volgens Census van 2011.

Religies in Slowakije (2009)

In de volkstelling van 2001 werd het inwoneraantal van 5.379.455 geteld. In 2011 was de bevolking ongeveer op een gelijk niveau als in 2001. Met een geboortecijfer van 1,3 kinderen per vrouw heeft Slowakije een van de laagste geboortecijfers van Europa.
De officiële taal is Slowaaks. Deze taal wordt door 83,9% van de bevolking gesproken. De belangrijkste minderheidstalen zijn Hongaars (10,6%), Romani (1,8%), Oekraïens of Roetheens (1%).
In het zuiden vormt het Hongaars van de Hongaarse minderheid in Slowakije de algemene omgangstaal. In gemeenten waar meer dan 20% van de bevolking behoort tot de Hongaarse minderheid is het Hongaars een co-officiële taal.
De meerderheid van de bevolking (68,9 %) is katholiek. Trnava is een aartsbisdom. Verder zijn van de Slowaken 13,7 % atheïst, 6,9 % luthers, 4,1 % Grieks-katholiek (of Oosters-orthodox), 2,2 % niet bekend en 2 % zijn gereformeerd.

## Politiek en bestuur

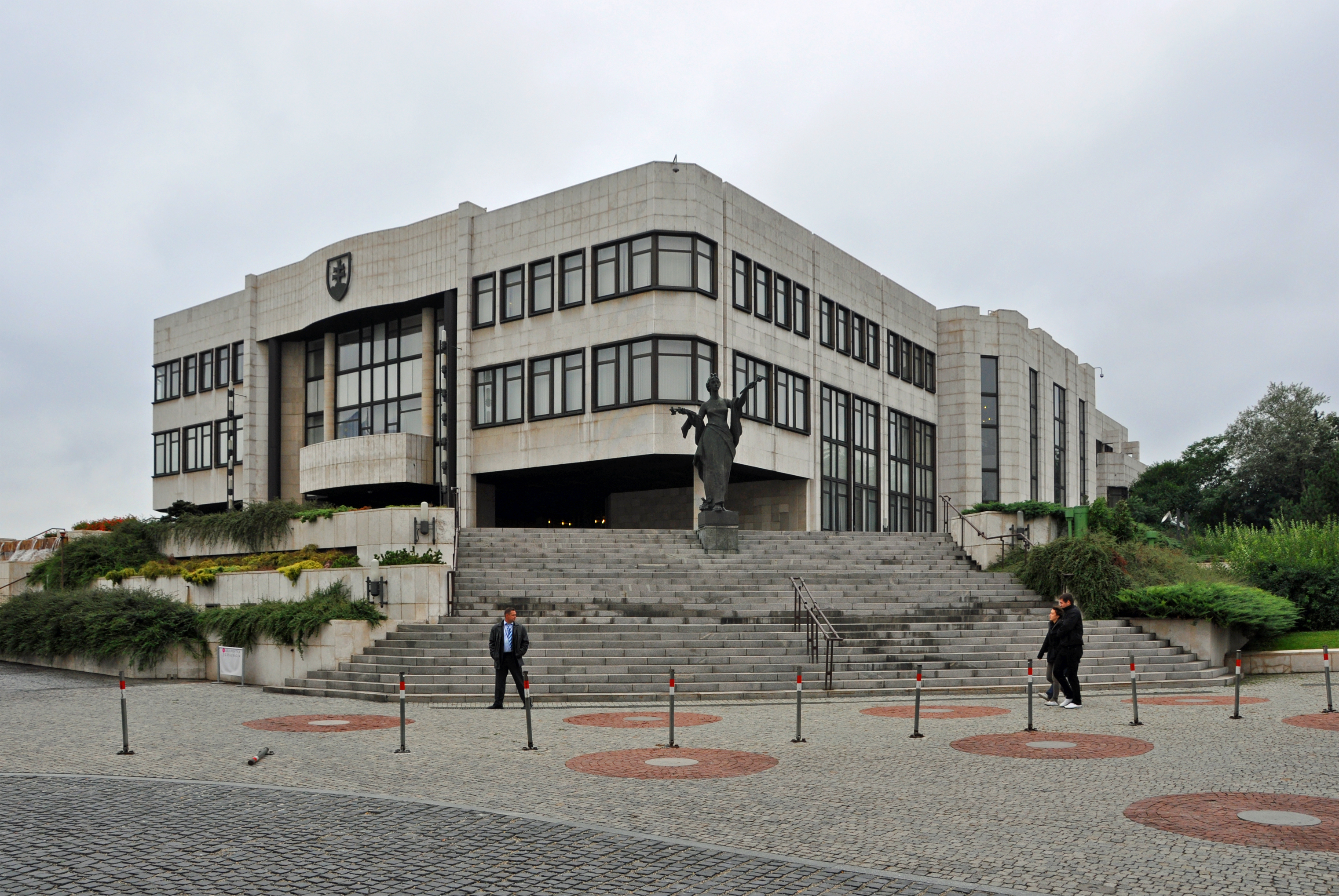
De Nationale Raad van de Slowaakse Republiek, het nationale parlement, zetelt in de hoofdstad Bratislava.

Slowakije is een parlementaire republiek met een meerpartijenstelsel. De president (sinds 2019 Zuzana Čaputová) is het staatshoofd en wordt direct gekozen voor een termijn van vijf jaar. De voornaamste macht ligt echter bij de regering, geleid door de minister-president (sinds 2023 Robert Fico). Het Slowaakse parlement, voluit de Nationale Raad van de Slowaakse Republiek, bestaat uit één enkele kamer met 150 leden, die volgens een systeem van evenredige vertegenwoordiging worden gekozen voor een termijn van vier jaar.
Tot de dominante politieke partijen in Slowakije behoren OĽaNO, SMER - sociálna demokracia, de Christendemocratische beweging (KDH), Vrijheid en Solidariteit (SaS), Most-Híd (Brug, Partij van Hongaren en Slowaken in Slowakije), de Slowaakse Nationale Partij (SNS) en SMK-MKP (Hongaarse coalitiepartij).
Voormalige partijen zijn onder meer de Agrarische Partij, de Partij van de Slowaakse Wedergeboorte en de Slowaakse Vrijheidspartij.
Slowakije werd in 2004 lid van de Europese Unie en trad in 2009 toe tot de eurozone. Binnen Europa is het tevens deel van de Schengenzone, aangesloten bij de Raad van Europa en lid van de Centraal-Europese Visegrádgroep, die samenwerking tussen Tsjechië, Hongarije, Polen en Slowakije bevordert. Slowakije is internationaal onder meer vertegenwoordigd in de Verenigde Naties, de NAVO, de Wereldhandelsorganisatie (WTO) en de Organisatie voor Economische Samenwerking en Ontwikkeling (OESO/OECD).

### Bestuurlijke indeling
Slowakije bestaat uit acht regio's (kraj).

### Parlementsverkiezingen
De recentste Slowaakse parlementsverkiezingen vonden plaats in september 2023. De uitslag en de zetelverdeling waren als volgt:
| Naam                                      | Leider           | Resultaat in procenten | Aantal zetels | Rol in parlement         |
| ----------------------------------------- | ---------------- | ---------------------- | ------------- | ------------------------ |
| SMER - sociálna demokracia                | Robert Fico      | 22,9%                  | 42            | Regeringspartij          |
| Progressief Slowakije                     | Michal Šimečka   | 18%                    | 32            | Oppositiepartij          |
| HLAS – sociálna demokracia                | Peter Pellegrini | 14,7%                  | 27            | Regeringspartij          |
| OĽaNO a priatelia                         | Igor Matovič     | 8,9%                   | 16            | Oppositiepartij          |
| Christendemocratische beweging (KDH)      | Milan Majerský   | 6,8%                   | 12            | Oppositiepartij          |
| Vrijheid en Solidariteit (SaS)            | Richard Sulík    | 6,3%                   | 11            | Oppositiepartij          |
| Slowaakse Nationale Partij                | Andrej Danko     | 5,6%                   | 10            | Regeringspartij          |
| Republika                                 | Milan Uhrík      | 4,7%                   | 0             | Kiesdrempel niet gehaald |
| Szövetség-Aliancia                        | Krisztián Forró  | 4,4%                   | 0             | Kiesdrempel niet gehaald |
| Democraten                                | Eduard Heger     | 2,9%                   | 0             | Kiesdrempel niet gehaald |
| Sme Rodina                                | Boris Kollár     | 2,2%                   | 0             | Kiesdrempel niet gehaald |
| Volkspartij Ons Slowakije (ĽSNS)          | Marian Kotleba   | 0,8%                   | 0             | Kiesdrempel niet gehaald |
| Communistische Partij van Slowakije (KSS) | Jozef Hrdlička   | 0,3%                   | 0             | Kiesdrempel niet gehaald |
| Modrí, Most–Híd                           | Mikuláš Dzurinda | 0,3%                   | 0             | Kiesdrempel niet gehaald |

## Erfgoed
Slowakije telt zeven inschrijvingen op de UNESCO-Werelderfgoedlijst.

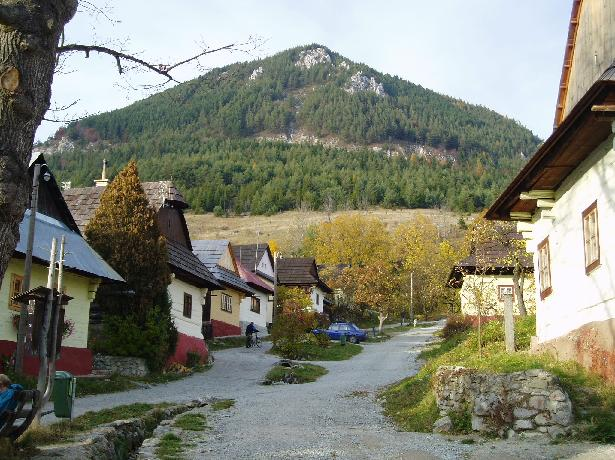
Vlkolínec
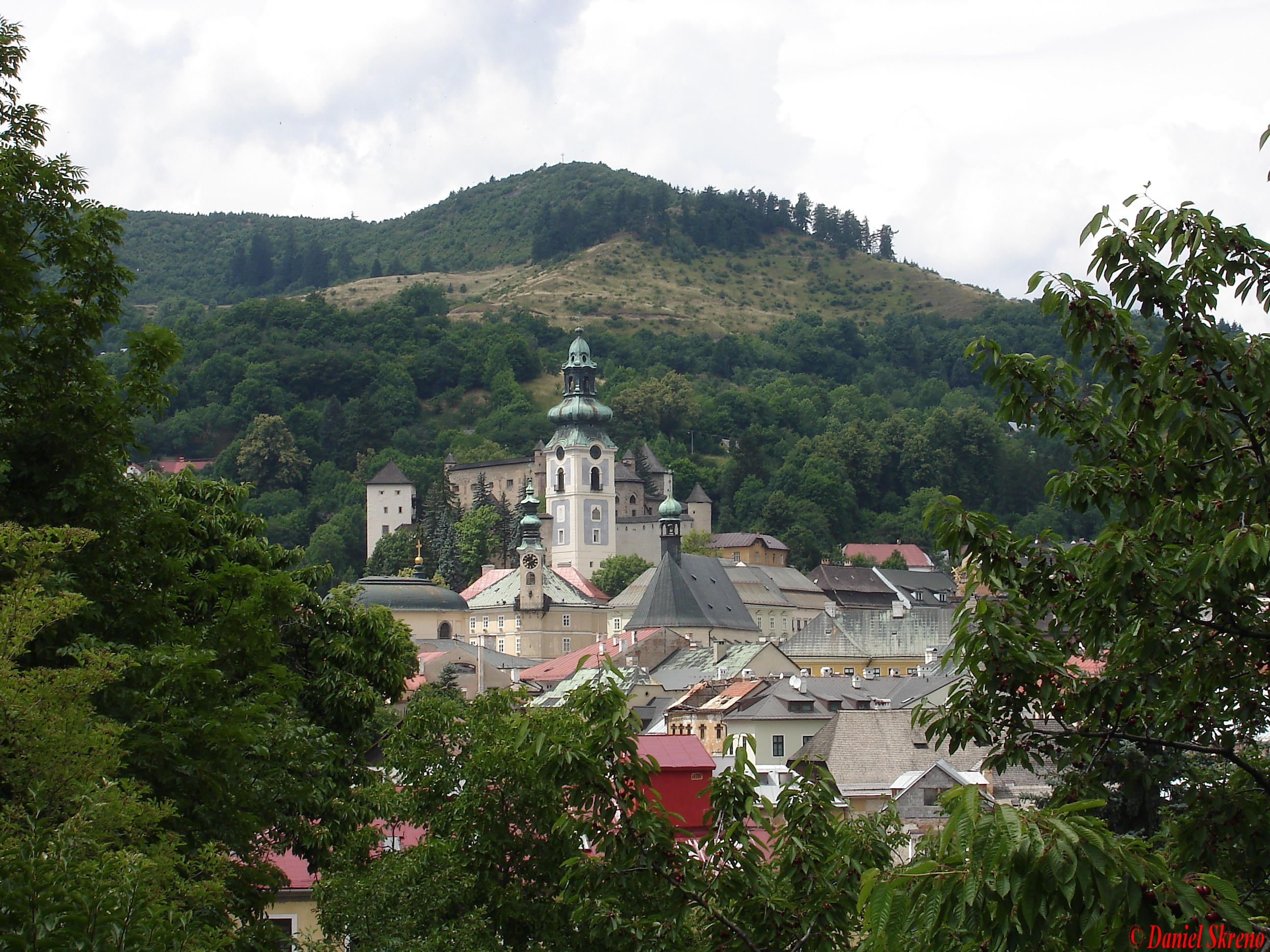
Banská Štiavnica
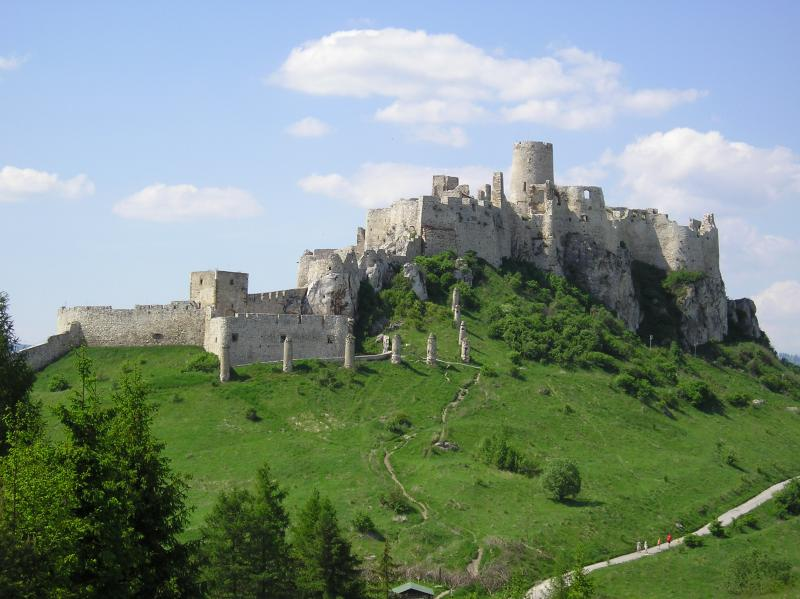
Levoča, Spišský hrad en bijbehorende cultuurmonumenten
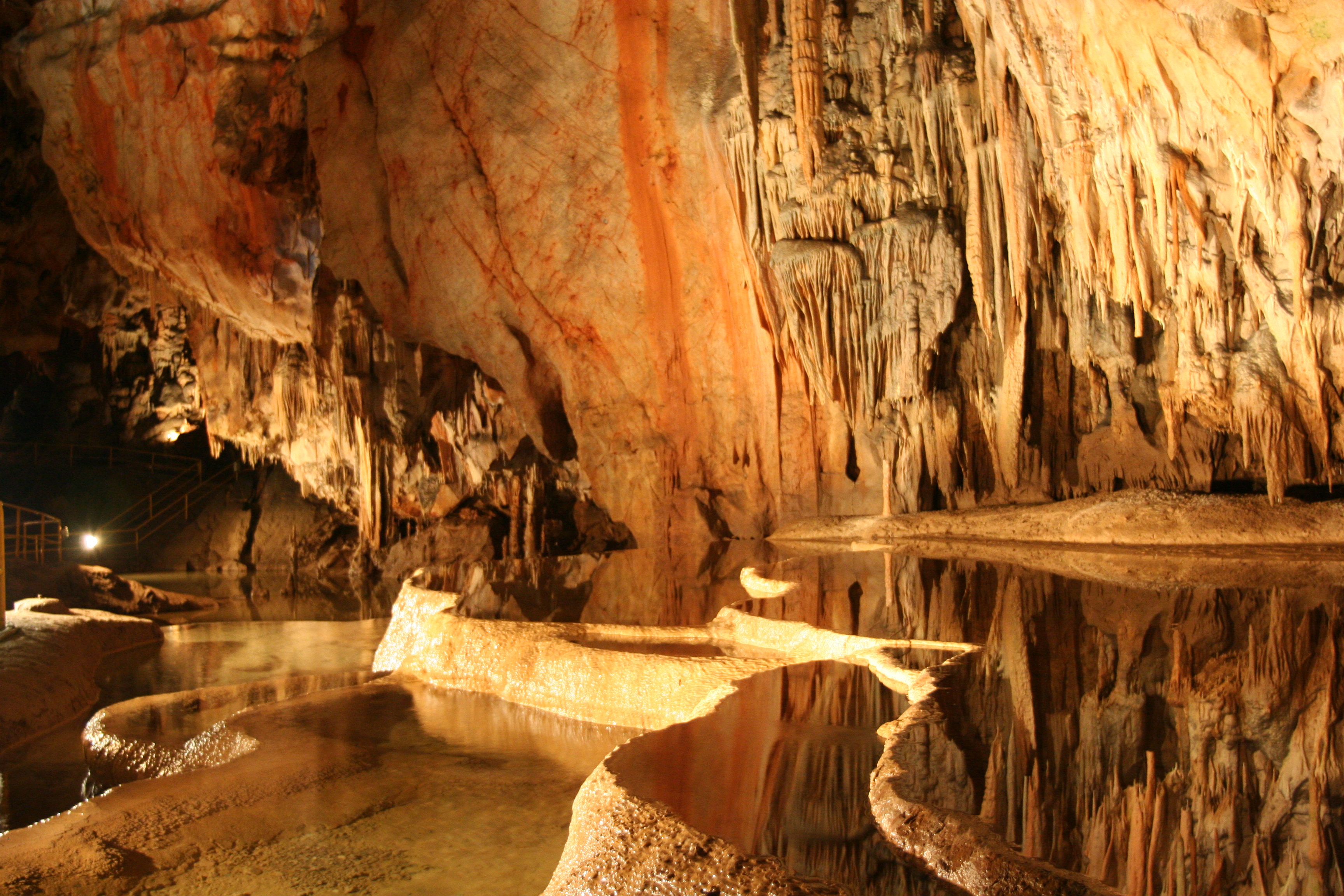
Grotten van de Aggtelek Karst en Slowaakse Karst
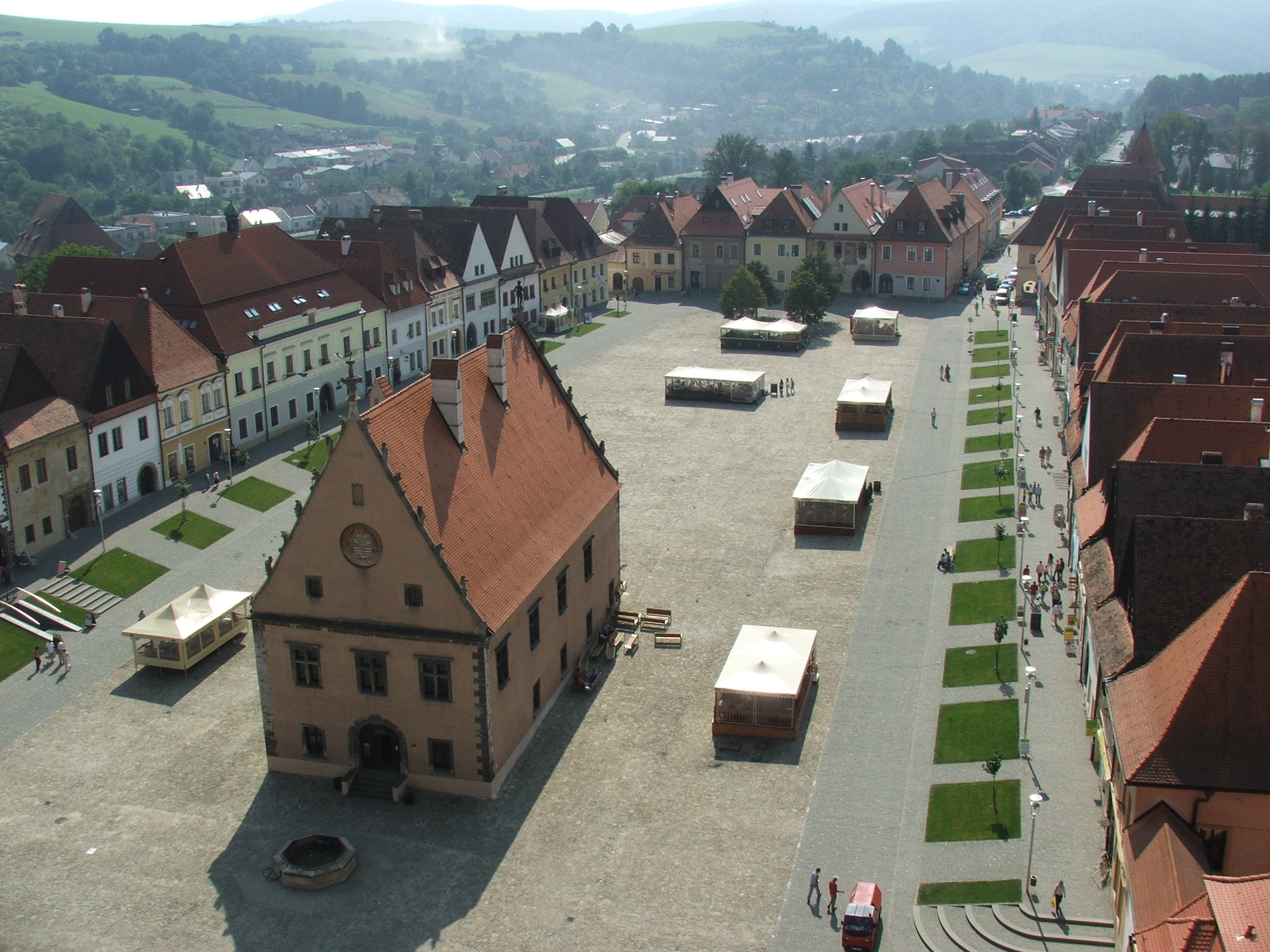
Historische stad Bardejov
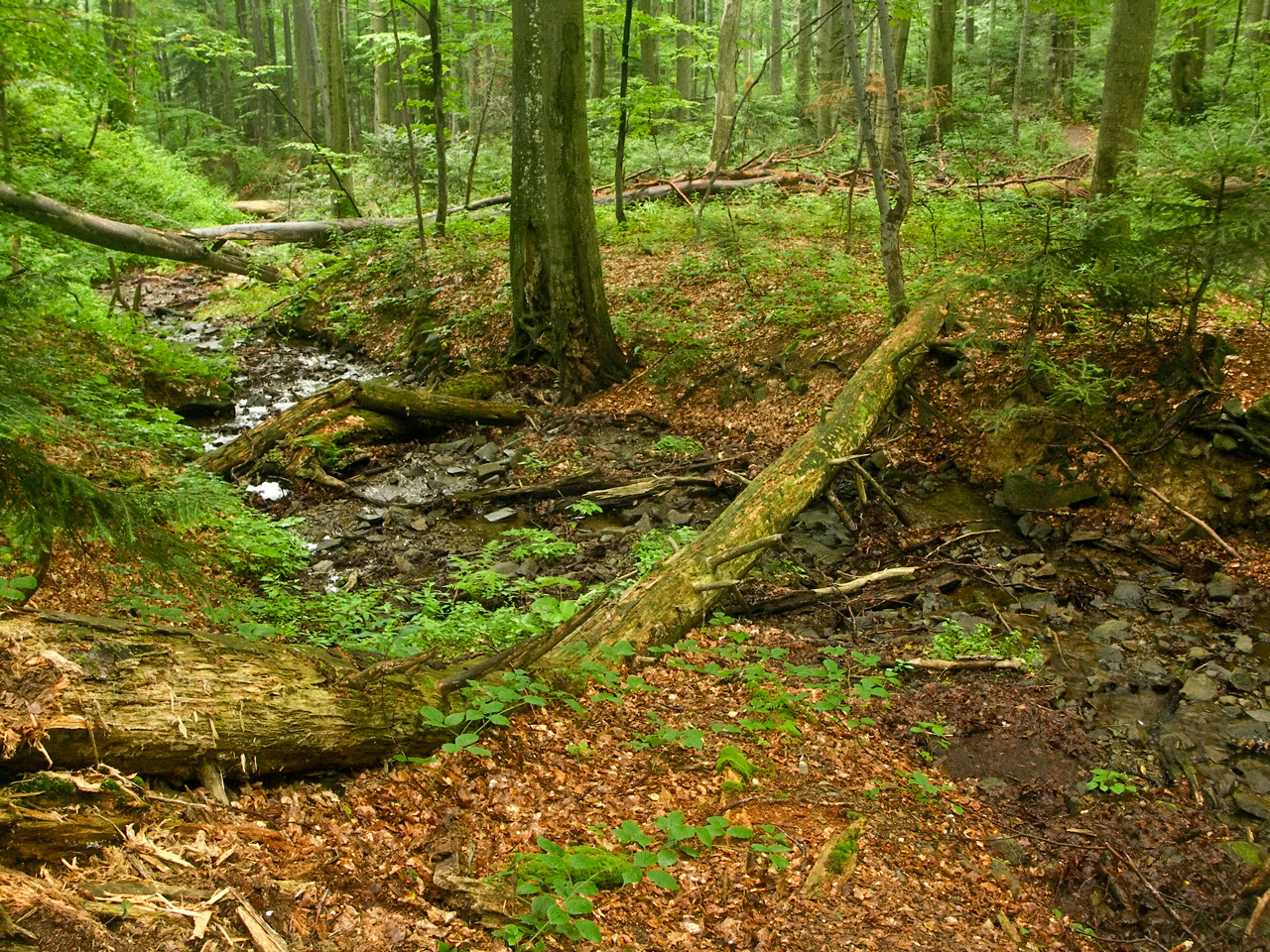
Beukenbossen van de Karpaten
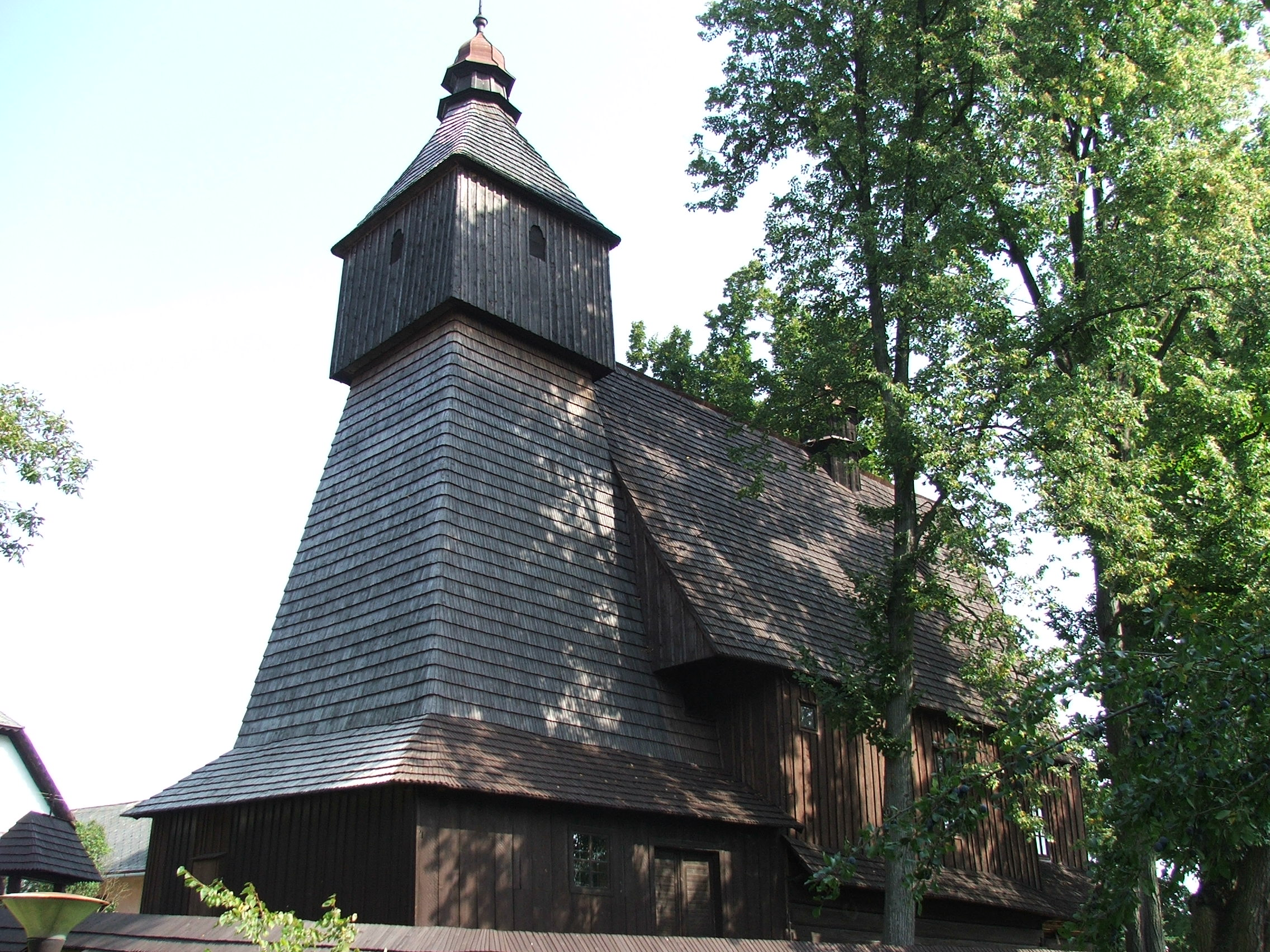
Houten kerken van de Slowaakse Karpaten

## Munteenheid
Vanaf 1993, toen Slowakije een zelfstandig land werd, was de Slowaakse kroon de munteenheid. Vanaf 2009, vijf jaar na de toetreding tot de EU, werd in Slowakije de euro ingevoerd als officieel betaalmiddel.